# François Hélary
François Hélary (né le 14 mars 1924 à Plougonven (Finistère) et mort le 29 août 1995 à Dreux) est un coureur cycliste français, professionnel de 1947 à 1948.

## Palmarès

### Palmarès amateur
- 1946
  - Paris-Le Neubourg
  - 3e du Grand Prix du CV 19e

### Palmarès professionnel
- 1947
  - Paris-Le Mans-Cholet :
    - Classement général
    - 2e étape

  - Circuit de Seine-et-Marne :
    - Classement général
    - 1re étape

  - 2e de Paris-Alençon-Rennes
- 1948
  - 4ea étape du Circuit des Six Provinces (contre-la-montre)
  - Grand Prix de Garches
  - 2e du Trophée Peugeot

## Résultats sur les grands tours

### Tour de France
1 participation
- 1948 : abandon (13e étape)